# Мозила санберд
Мозила санберд је вишеплатформски календарски програм отвореног кода који је развила Задужбина Мозила, Сан микросистемс и добровољци.